# Apanaj
Un apanaj (din franceză apanage) este acordarea unei moșii, a unui titlu, a unei funcții, a unor bani sau a unui alt lucru de valoare unui copil mai mic al unui suveran, care altfel nu ar avea dreptul la moștenire în cadrul sistemului de primogenitură (dreptul primului născut). A fost o practică comună în mare parte din Europa. 
Sistemul de apanaj a influențat foarte mult construcția teritorială a Franței și a statelor germane și explică de ce multe dintre fostele provincii ale Franței aveau steme care erau versiuni modificate ale stemei regelui.
Apanaj mai înseamnă un bun material sau spiritual care se atribuie cuiva sau este acaparat în mod exclusiv de cineva; (figurat) ceea ce este propriu unei persoane sau unui lucru.